# 음향음성학
음향음성학은 음성학의 한 분야로 말소리의 음향적 특성을 연구하는 분야이다. 음향음성학은 기본 주파수, 지속 시간, 한 파형의 평균 제곱 진폭 등 파형의 물리적 특성과, 파형을 주파수 영역으로 변환했을 때의 스펙트로그램의 특성 등을 연구하며 이러한 특성이 조음음성학 또는 청취음성학에서 논의되는 특질들과 어떠한 연관을 맺고 있는지를 연구한다. 더 나아가서는 음소, 구, 발화 등의 추상적인 언어학 개념과 말소리의 음향적 특질이 어떠한 관련이 있는지를 연구한다.

## 같이 보기
- 음성